# Moritz Bachmann
Moritz Bachmann (* 28. Mai 2000 in Linz) ist ein österreichischer Handballspieler.

## Karriere
Ab dem elften Lebensjahr spielte Bachmann im Nachwuchs des HC Linz AG. Des Weiteren war der Bachmann Teil des Junioren-Nationalteams, mit dem er 2017 den Sieg bei der Men’s 18 EHF Championship holte und den damit verbundenen Aufstieg unter die 16 besten Nachwuchsnationen weltweit schaffte. Den Einstieg in den Männerhandball machte Moritz Bachmann beim HC Linz AG. Mit dem HC Linz AG spielte der Rückraumspieler bereits mehrmals im EHF European Cup mit, wobei das Erreichen der dritten Runde in der Saison 2023/24 der bisher größte Erfolg war. Am Anfang der Saison 2023/24 verlor Bachmann mit dem HC Linz AG das Finale des österreichischen Handball-Supercups gegen Alpla HC Hard, besiegte diese jedoch im Finale der Handball Liga Austria und holte den ersten nationalen Titel seiner Karriere. In der Saison 2024/25 war Bachmann Kapitän des HC Linz AG. Am Anfang der Saison 2024/25 gewann der Oberösterreicher den österreichischen Handball-Supercup gegen Handball West Wien.
2025/26 wurde Bachmann von den Jags Vöslau unter Vertrag genommen.

## Erfolge
- HC LINZ AG
  - 1× Österreichischer Meister 2023/24
  - 1× Österreichischer Supercupsieger 2024/25

## Saisonbilanzen

### HLA Meisterliga
| 2016/17   | HC Linz AG                                                      | HLA Meisterliga                                                 | 02                                                              | 0                                                               | 0/0                                                             | 0                                                               |                                                                 |                                                                 |                                                                 |                                                                 |
| 2017/18   | HC Linz AG                                                      | HLA Meisterliga                                                 | 024                                                             | 0                                                               | 0/0                                                             | 0                                                               |                                                                 |                                                                 |                                                                 |                                                                 |
| 2018/19   | HC Linz AG                                                      | HLA Meisterliga                                                 | 029                                                             | 039                                                             | 0/1                                                             | 039                                                             |                                                                 |                                                                 |                                                                 |                                                                 |
| 2019/20   | Saison aufgrund der COVID-19-Pandemie in Österreich abgebrochen | Saison aufgrund der COVID-19-Pandemie in Österreich abgebrochen | Saison aufgrund der COVID-19-Pandemie in Österreich abgebrochen | Saison aufgrund der COVID-19-Pandemie in Österreich abgebrochen | Saison aufgrund der COVID-19-Pandemie in Österreich abgebrochen | Saison aufgrund der COVID-19-Pandemie in Österreich abgebrochen | Saison aufgrund der COVID-19-Pandemie in Österreich abgebrochen | Saison aufgrund der COVID-19-Pandemie in Österreich abgebrochen | Saison aufgrund der COVID-19-Pandemie in Österreich abgebrochen | Saison aufgrund der COVID-19-Pandemie in Österreich abgebrochen |
| 2020/21   | HC Linz AG                                                      | HLA Meisterliga                                                 | 028                                                             | 041                                                             | 1/1                                                             | 041                                                             |                                                                 |                                                                 |                                                                 |                                                                 |
| 2021/22   | HC Linz AG                                                      | HLA Meisterliga                                                 | 027                                                             | 064                                                             | 0/0                                                             | 064                                                             |                                                                 |                                                                 |                                                                 |                                                                 |
| 2022/23   | HC Linz AG                                                      | HLA Meisterliga                                                 | 027                                                             | 036                                                             | 0/0                                                             | 036                                                             |                                                                 |                                                                 |                                                                 |                                                                 |
| 2023/24   | HC Linz AG                                                      | HLA Meisterliga                                                 | 023                                                             | 031                                                             | 0/0                                                             | 031                                                             |                                                                 |                                                                 |                                                                 |                                                                 |
| 2024/25   | HC Linz AG                                                      | HLA Meisterliga                                                 | 026                                                             | 089                                                             | 0/1                                                             | 089                                                             |                                                                 |                                                                 |                                                                 |                                                                 |
| 2016–2025 | gesamt                                                          | HLA Meisterliga                                                 | 186                                                             | 486                                                             | 1/3 (33 %)                                                      | 485                                                             |                                                                 |                                                                 |                                                                 |                                                                 |